# Mayuri Shiina
Mayuri Shiina (椎名 まゆり?, Shīna Mayuri) è una dei protagonisti dell'anime e videogioco Steins;Gate.

## Aspetto e carattere
Ragazza semplice, ingenua e di poche pretese, è molto gentile e le riesce semplice stringere amicizia con tutti; è il membro 002 del laboratorio ed è un'amica di infanzia di Rintarō Okabe. Ama il cosplay e spera tanto che Ruka Urushibara, ragazzo dalle fattezze femminili che lavora al tempio, possa essere un suo modello. Inizialmente lavora al maid café di Faris Nyannyan, dopo i vari cambiamenti temporali perderà questa attività. Compra le cibarie che servono ai ragazzi per i loro esperimenti. Si dice felice di comprendere Rintaro e rimane affascinata dalle sue stramberie anche se non comprende mai i suoi discorsi, anche quelli seri.

## Storia
Un giorno mentre passeggia si accorge del laboratorio, entra e pulisce il disordine che vi era, da allora diventa un membro effettivo del gruppo. Dopo la morte della nonna, a cui era molto affezionata, prende l'abitudine di visitare la sua tomba ed alzare la mano al cielo, come per raggiungerla; Okabe la smuove affermando che è un suo ostaggio, e da allora i due vivono quasi sempre insieme. Presenta la struttura ai vari nuovi membri che sopraggiungono, fino a quando, per colpa dei continui esperimenti sui viaggi temporali, viene uccisa da Moeka Kiryū, che sequestra i rimanenti membri del gruppo. Rintaro utilizzerà la nuova versione della macchina del tempo per cercare di salvare la ragazza.
Mayuri nei vari tentativi verrà sempre uccisa in maniera diversa, la prima volta colpita da un proiettile, poi travolta da un'auto, poi travolta da un treno, spinta accidentalmente da una sua giovane conoscente. La ragazza nei suoi incubi ricorda frammenti di queste esperienze, alla fine riesce a sopravvivere al costo della vita di una sua amica, Kurisu Makise. Tutto sembra finito ma giunge dal futuro Suzuha Amane che chiederà l'aiuto di Rintaro per un'ultima missione; solo lo schiaffo di Mayuri lo farà prendere la decisione che porterà al ritorno in vita anche dell'amica defunta.